# Insula Goian
Insula Goian este cea mai mare insulă din Republica Moldova. Ea se află în estul republicii, în raionul Dubăsari, fiind înconjurată de apele lacului Dubăsari și cele ale lacului Iagorlîc.

## Istorie
Din cele mai vechi timpuri, apa care înconjura insula s-a constituit ca o protecție naturală împotriva eventualilor invadatori.

## Aspecte geografice
Din punct de vedere geografic insula se află pe podișul Nistrului care se caracterizează prin versanți abrupți. Insula Goian nu face excepție, ea având un relief bine fragmentat cu o răspândire densă a ravenelor și vâlcelelor. Insula este acoperită de vegetație de silvostepă valorificată.
Clima este ceva mai uscată decât în celelalte zone ale podișului Nistrului.